# Маджель-бель-Абес
Маджель-бель-Абес (араб. ماجل بلعباس) — місто в Тунісі. Входить до складу вілаєту Касерін. Станом на 2004 рік тут проживало 5 003 особи.